# Ranoidea aruensis
Ranoidea aruensis es una especie de anfibio anuro de la familia Pelodryadidae.

## Distribución geográfica
Es endémica de las islas Aru y Misool, en Indonesia. Se han encontrado especímenes posiblemente de esta especie en las islas Waigeo y Salawati, pero esto necesita ser confirmado. También se cree que puede encontrarse en la isla de Papúa. Habita en zonas pantanosa y de bosque tropical en la costa.